# Millport (Écosse)
Pour les articles homonymes, voir Millport.
Millport est la seule ville du Great Cumbrae dans le Firth of Clyde, dans le North Ayrshire en Écosse.

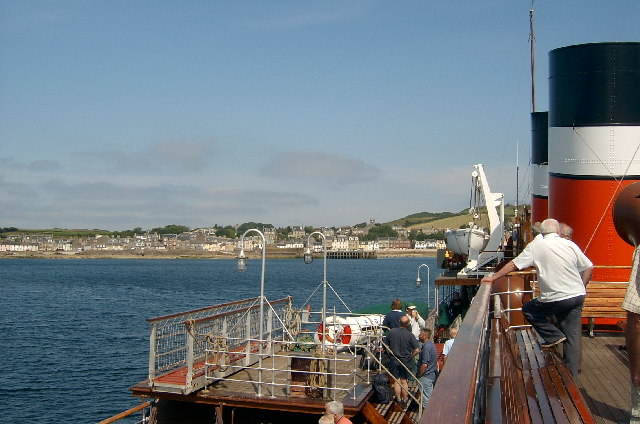
Vue sur Millport depuis le ferry

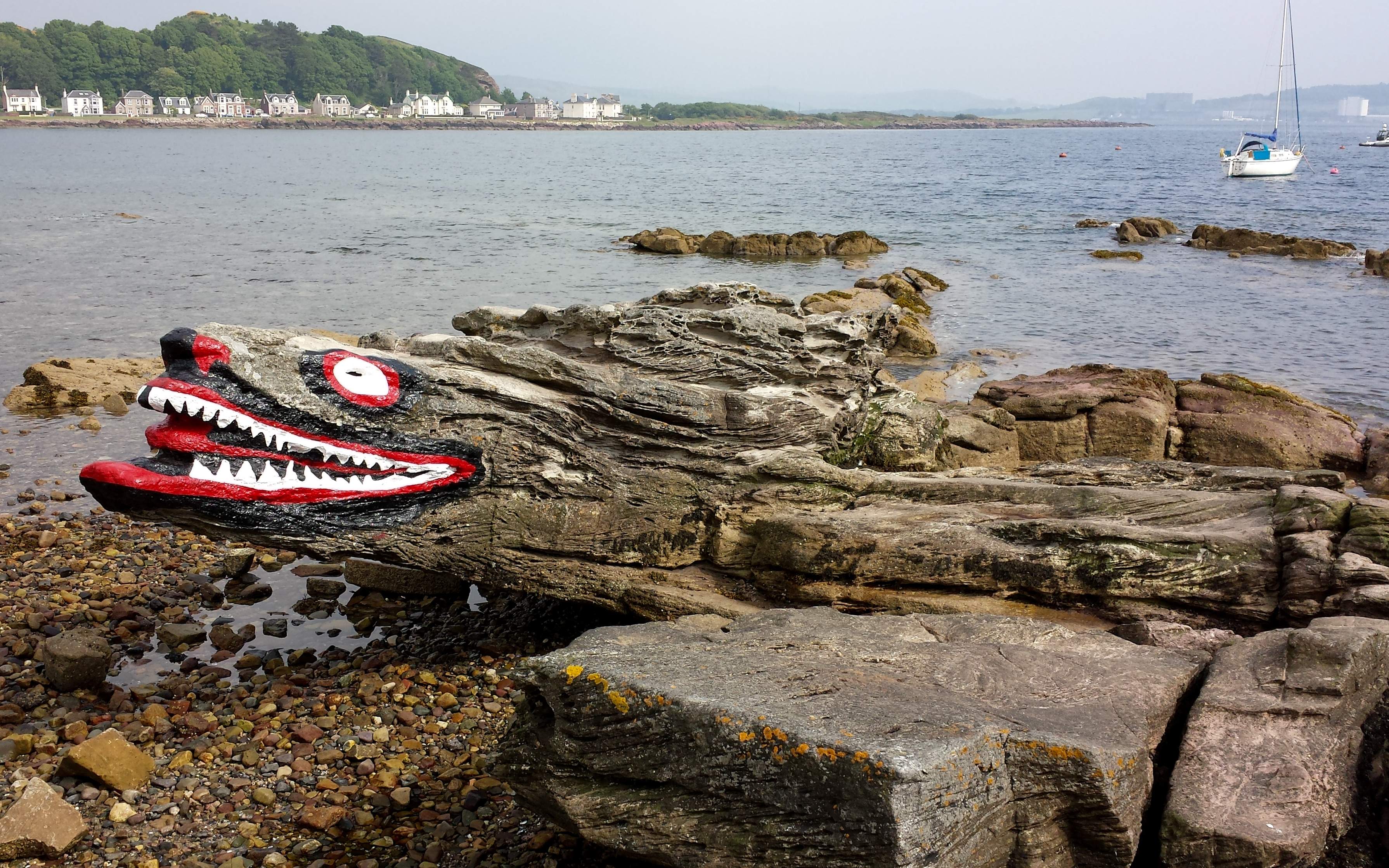
"Crocodile Rock"